# Symphonie no 10 de William Schuman
The American Muse
Pour les articles homonymes, voir Symphonie no 10.
La Symphonie no 10 « The American Muse », dernière symphonie du compositeur américain William Schuman, a été commandée par le National Symphony Orchestra pour célébrer le bicentenaire des États-Unis. Elle a été créée le 6 avril 1976 par le National Symphony Orchestra dirigé par Antal Doráti. Schuman a dédié la symphonie « to the country's creative artists, past, present and future ».
À la demande de la femme du compositeur, Schuman a incorporé dans la symphonie des éléments de sa pièce chorale Pioneers! O Pionniers! (basé sur le poème éponyme de Walt Whitman). Dans une note sur la partition, Schuman a écrit: 
«  L'instinct de ma femme s'est avéré fortuit, pour avoir rappelé les Pionniers et éprouvé à nouveau leur optimisme. C'était précisément ce dont j'avais besoin pour me lancer dans la Symphonie. L'optimisme est, après tout, un ingrédient essentiel pour comprendre les débuts de l'Amérique. »

## Structure
Elle comporte trois mouvements et dure approximativement 30 minutes : 
1. Con fuoco
2. Larghissimo
3. Presto – Andantino – Leggiero – Pesante – Presto possible